# Due note
| Оценки критиков | Оценки критиков |
| Источник        | Оценка          |
| --------------- | --------------- |
| Raro!           | без оценки      |

Due note — третий студийный альбом итальянской певицы Мины, выпущенный в 1961 году на лейбле Italdisc.

## Об альбоме
Альбом представляет собой сборник уже выпущенных ранее синглов, исключение составила лишь песня «Le cinque della», изданная здесь впервые.
В альбоме содержится четыре кавер-версии песен других артистов: «Na sera 'e maggio», «Come sinfonia», «Gloria» и «Non voglio cioccolata». Песни «Le mille bolle blu» и «Io amo tu ami» Мина исполняла на фестивале Сан-Ремо 1961 года. Синглы «Due note» и «Le mille bolle blu» вошли в первую пятёрку итальянского хит-парада.
Альбом был выпущен 18 сентября 1961 года в Италии. Лейбл Raro! Records выпустил в 1992 году переиздание альбома. Все песни в ремастеринговом формате были также изданы на сборниках 2010 года Ritratto: I singoli

## Список композиций
| №  | Название             | Автор(ы)                                        | Длительность |
| -- | -------------------- | ----------------------------------------------- | ------------ |
| 1. | «Due note»           | Антонио Амурри, Бруно Канфора, Раффаэле Спозито | 3:34         |
| 2. | «Confidenziale»      | Вито Паллавичини, Пино Массара,                 | 2:42         |
| 3. | «'Na sera 'e maggio» | Джиджи Пизано, Джузеппе Кьоффи                  | 3:17         |
| 4. | «Come sinfonia»      | Пино Донаджьо                                   | 2:37         |
| 5. | «Piano»              | Джорджо Калабрезе, Тони Де Вита                 | 3:03         |
| 6. | «Le mille bolle blu» | Вито Паллавичини, Карло Альберто Росси          | 3:52         |

| №  | Название                             | Автор(ы)                                              | Длительность |
| -- | ------------------------------------ | ----------------------------------------------------- | ------------ |
| 1. | «La fine del mondo»                  | Фьоренцо Фьорентини, Энрико Полито                    | 2:42         |
| 2. | «Gloria»                             | Миссельвия, Леон Рене                                 | 2:16         |
| 3. | «Le cinque della sera»               | Вито Паллавичини, Карло Альберто Росси, Энцо Бонагура | 3:20         |
| 4. | «Non voglio cioccolata (Percolator)» | Марио Панцери, Джек Морроу                            | 1:50         |
| 5. | «Io amo tu ami»                      | Энцо Бонагура, Джино Реди                             | 3:23         |
| 6. | «Prendi una matita»                  | Могол, Пино Массара                                   | 2:23         |